# Betty Grable

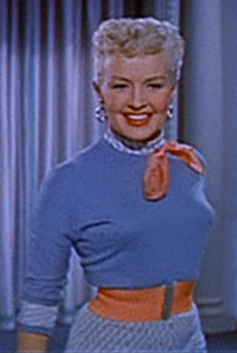
Betty Grable

Elizabeth Ruth (Betty) Grable (Saint Louis, 18 december 1916 — Santa Monica, 2 juli 1973) was een Amerikaans actrice, danseres en zangeres. Grable was tevens een bekende pin-up girl tijdens de Tweede Wereldoorlog.

## Biografie
Grable werd geboren in St. Louis en was van zowel Amerikaanse als Nederlandse, Ierse, Duitse en Engelse afkomst. Haar moeder moedigde Grable aan om te acteren en zo was Betty al in 1929 in films te zien. Omdat ze nog erg jong was, vervalste haar moeder haar identiteit en kreeg ze een contract. Echter, toen dit werd ontdekt, werd ze onmiddellijk ontslagen.
Grable trouwde in 1937 met kindster Jackie Coogan. Het huwelijk duurde echter kort, mede vanwege Coogans ruzie met zijn ouders. Grable kreeg rond deze tijd meer aandacht in films. Dit kwam tevens vanwege haar rol in de Broadwaymusical Dubarry Was A Lady (1939).
Grable kreeg in 1940 een contract bij 20th Century Fox. Grable werd al gauw de grootste ster van de studio. Ze was niet alleen in talloze films te zien, maar werd rond deze tijd ook de bekendste pin-up girl uit haar tijd. In 1943 trouwde ze met de trompettist Harry James, met wie zij twee kinderen kreeg. Grable was eind jaren 40 de best betaalde ster uit Hollywood.
Grable raakte in de jaren 50 uitgeput en na een ruzie met Darryl F. Zanuck verscheurde ze haar contract. Ze was toen nog op de televisie te zien en werkte in Las Vegas.
Grable stierf op 2 juli 1973 aan longkanker. Ze werd slechts 56 jaar oud.

## Filmografie
- (1929) Happy Days
- (1930) Let's Go Places
- (1930) New Movietone Follies of 1930
- (1930) Whoopee!
- (1931) Kiki
- (1931) Palmy Days
- (1932) The Greeks Had a Word for Them
- (1932) Probation
- (1932) The Age of Consent
- (1932) Hold 'Em Jail
- (1932) The Kid from Spain
- (1933) Cavalcade
- (1933) Child of Manhattan
- (1933) Melody Cruise
- (1933) What Price Innocence?
- (1933) The Sweetheart of Sigma Chi
- (1934) The Gay Divorcee
- (1934) Student Tour
- (1934) By Your Leave
- (1935) The Nitwits
- (1935) Old Man Rhythm

- (1936) Collegiate
- (1936) Follow the Fleet
- (1936) Don't Turn 'em Loose
- (1936) Pigskin Parade
- (1937) This Way Please
- (1937) Thrill of a Lifetime
- (1938) College Swing
- (1938) Give Me a Sailor
- (1938) Campus Confessions
- (1939) Man About Town
- (1939) Million Dollar Legs
- (1939) The Day the Bookies Wept
- (1940) Down Argentine Way
- (1940) Tin Pan Alley
- (1941) Moon Over Miami
- (1941) A Yank in the RAF
- (1941) I Wake Up Screaming
- (1942) Song of the Islands
- (1942) Footlight Serenade
- (1942) Springtime in the Rockies
- (1943) Coney Island

- (1943) Sweet Rosie O'Grady
- (1944) Four Jills in a Jeep
- (1944) Pin Up Girl
- (1945) Diamond Horseshoe
- (1945) The Dolly Sisters
- (1946) Do You Love Me
- (1947) The Shocking Miss Pilgrim
- (1947) Mother Wore Tights
- (1948) That Lady in Ermine
- (1948) When My Baby Smiles at Me
- (1949) The Beautiful Blonde from Bashful Bend
- (1950) Wabash Avenue
- (1950) My Blue Heaven
- (1951) Call Me Mister
- (1951) Meet Me After the Show
- (1953) The Farmer Takes a Wife
- (1953) How to Marry a Millionaire
- (1955) Three for the Show
- (1955) How to Be Very, Very Popular